# 상산전자고등학교
상산전자고등학교(商山電子高等學校)는 대한민국 경상북도 상주시 계산동에 있는 공립 고등학교이다.

## 학교 연혁
- 1975년 1월 5일 : 상산 고등학교 12학급 설립 인가
- 1993년 3월 1일 : 상산전자공업고등학교로 교명 변경
- 2006년 3월 1일 : 상산전자고등학교로 교명 변경
- 2014년 3월 1일 : 학칙변경 IT부품소재과 9, 자동화부품소재과 6 특수학급 2 계 17학급 인가
- 2016년 3월 1일 : 교육부 요청 ' 현장실무능력제고를 위한 교수.학습 방법 개선 연구' 시범학교 (~2018.02.28)
- 2017년 2월 7일 : 기숙사 "상산드림관" 신축
- 2017년 3월 1일 : 교육부 산학일체형 '도제학교' 운영 (~ 2020.2.29)
- 2020년 3월 4일 : 2020학년도 특성화고 혁신지원사업 선정(2020~2022)
- 2022년 9월 1일 : 제20대 함종환 교장 취임
- 2023년 3월 30일 : 2023학년도 「따뜻한 행복학교」 운영학교 선정
- 2024년 1월 4일 : 제47회 졸업식 졸업생 34명(졸업생 총수 8,245명)
- 2024년 3월 4일 : 2024학년도 신입생 33명 입학(전자과 12명, 전기제어과 11명, 정밀기계과 10명)
- 2026년 3월 (예정) : 경북에너지기술고등학교 교명 변경

## 설치 학과
- 정밀기계과
- 전자과
- 전기제어과

## 참고 자료
- 상산전자고등학교 - 한국교육학술정보원 학교알리미